# Casa Charles Brainerd
La casa Charles Brainerd es una casa histórica ubicada en 420 E. Main St, Grafton (Illinois).

## Historia
La casa fue construida en 1885 para Charles Corrington Brainerd, superintendente de Grafton Stone and Transportation Company. El arquitecto William Embley diseñó la casa en estilo Reina Ana. La propiedad tiene una planta asimétrica que incluye una entrada frontal en ángulo y un techo de varios componentes con varios hastiales y una pirámide sobre la entrada. Tres de los hastiales cuentan con cornisas abovedadas, tejas decorativas y piezas de madera. El porche delantero está sostenido por columnas torneadas y cuenta con soportes de canecillos y una cornisa de husillo en el techo. La casa fue agregada al Registro Nacional de Lugares Históricos el 5 de febrero de 1998.